# Заремба, Ота
Ота Заремба (род. 22 апреля 1957, Гавиржов, Карвина) — чехословацкий тяжелоатлет, чемпион мира и Олимпийских игр, олимпийский рекордсмен.

## Карьера
На летних Олимпийских играх 1980 года в Москве Заремба стал чемпионом (180 + 215 = 395 кг), опередив советского штангиста Игоря Никитина (177,5 + 215 = 392,5 кг) и кубинца Альберто Бланко (172,5 + 212,5 = 385 кг). По ходу соревнований Зарембой были установлены 8 олимпийских рекордов: два в рывке (175 и 180 кг), три в толчке (205, 210 и 215 кг) и три в сумме двоеборья (385, 390 и 395 кг). В рамках олимпийского турнира также были разыграны медали 54-го чемпионата мира по тяжёлой атлетике.
В том же году Заремба был признан спортсменом года Чехословакии.